# Tampomas II
Die Tampomas II war eine RoPax-Fähre, die am 27. Januar 1981 auf ihrem Weg von Jakarta nach Ujung Pandang (heute Makassar), Südsulawesi, infolge eines Brandes in der Javasee sank. Die Katastrophe kostete Hunderte Menschen das Leben.

## Geschichte
Die Tampomas II wurde 1971 von Mitsubishi Heavy Industries in Shimonoseki, Japan, gebaut und lief am 20. August 1971 vom Stapel. Das ursprünglich unter dem Namen Central No.6 operierende Schiff war eine RoRo-Fähre (Roll On-Roll Off) für Frachtgut, aber auch für Passagiere (RoPax) mit einer Größe von 6153 BRT. Das Schiff bot Platz für etwa 1500 Passagiere und erreichte eine Höchstgeschwindigkeit von 19,5 Knoten.
1980 wurde die Fähre von der japanischen Comodo Marine Co. SA nach Indonesien an die Pengembangan Armada Niaga Nasional, kurz PT. PANN für 8,3 Millionen US-Dollar verkauft. Im selben Jahr ging es mit einem zehnjährigen Pachtvertrag an die nationale Schifffahrtsgesellschaft Pelni. Die Summe war ungewöhnlich hoch, weil es anderen privaten Unternehmen für nur 3,6 Millionen US-Dollar angeboten wurde. Zudem war bekannt, dass das Schiff aufgrund seines Alters nicht mehr seetüchtig sei. Trotzdem operierte das Schiff direkt nach dem Verkauf auf den Routen Jakarta–Padang und Jakarta–Ujung Pandang. Zwischen den Fahrten lag das Schiff jedes Mal nur für etwa vier Stunden im Hafen, bevor es erneut auslief. Durch diese hochfrequentierten Überfahrten wurden Reparaturen und routinemäßige Wartungsarbeiten an den Maschinen und Anlagen des Schiffes nur oberflächlich durchgeführt.
Trotz der minderwertigen Wartung wurde die Jungfernfahrt der Tampomas II für den 2. Juni bis zum 13. Juni 1980 angesetzt. Eine Reihe von Journalisten und Mitgliedern des Repräsentantenhauses wurden eingeladen, an der Reise teilzunehmen. Nach unterschiedlichen Berichten kam es während der Fahrt zu mehreren Unregelmäßigkeiten. So sollen die Schiffsmaschinen während der Fahrt sechsmal ausgefallen sein, was zudem für Stromausfälle sorgte.

## Der Untergang
Die Tampomas II legte am Samstag, dem 24. Januar 1981, um 19:00 Uhr vom Hafen Tanjung Priok ab. Das Kommando hatte Kapitän Abdul Rivais. Die Fahrt nach Ujung Pandang sollte planmäßig bis Montag, den 26. Januar 1981, um 22:00 Uhr dauern. Schon vor der Abreise gab es einen Defekt an einem der Schiffsmotoren. An Bord befanden sich neben 200 Autos auch eine Dampfwalze und mehrere Roller, die auf dem Autodeck geparkt waren. Offiziell wurden 1054 Passagiere und 82 Besatzungsmitglieder an Bord registriert. Durch die hohe Anzahl blinder Passagiere wird die tatsächliche Gesamtzahl allerdings auf 1442 geschätzt.
Am Abend des 25. Januar gegen 20:00 Uhr in der Nähe der Masalembu-Inseln trat während eines Unwetters aus Teilen des Motors Kraftstoff aus. Ein Zigarettenstummel, der vermutlich durch einen Lüftungsschacht fiel, entzündeten diesen daraufhin. Die Besatzung bemerkte das Feuer und versuchte vergeblich, es mit tragbaren Feuerlöschern zu löschen. Das Feuer breitete sich schnell im Maschinenraum und durch die offenen Türen auf alle Decks aus. Der Strom fiel kurz darauf aus und sämtliche Löschversuche mussten gestoppt werden. Dreißig Minuten nach Ausbruch des Feuers wurde den Passagieren angeordnet, auf das Oberdeck zu gehen und sich an Bord der Rettungsboote zu begeben. Die Evakuierung verlief jedoch langsam, da es nur eine Tür zum Oberdeck gab. Weder die Besatzung noch die Offiziere des Schiffes versuchten die Rettungsaktion zu koordinieren. Da nur sechs Rettungsboote mit einer Kapazität von jeweils 50 Personen an Bord waren, beanspruchten Teile der Besatzung diese nur für sich selbst. Einige Passagiere sprangen verzweifelt ins Meer.
Das erste Schiff, welches am Unglücksort eintraf, war die KM Sangihe unter Kapitän Agus K. Sumirat, ein ehemaliger Klassenkamerad von Abdul Rivais. Die KM Sangihe war auf dem Weg von Pare-pare nach Surabaya zu einer Reparatur, als die Besatzung eine Rauchwolke im Westen sichtete. In dem Glauben, der Rauch käme von einer nahe gelegenen Offshore-Bohrinsel, setzte der Funker, Abu Akbar, um 08:15 Uhr eine SOS-Nachricht ab. Die KM Ilmamui schloss sich um 21:00 Uhr der Rettungsaktion an, vier Stunden später folgten der Tanker Palace VI und weitere Schiffe, darunter die Adhiguna Karunia und die Sengata.
Am Morgen des 26. Januar setzen starke Regenfällen ein. Das Feuer im Maschinenraum breitete sich jedoch durch den dortigen Brennstoff weiter aus. Infolgedessen kam es am Morgen des 27. Januar zu einer Explosion im Maschinenraum, wodurch Wasser eindringen konnte, was dazu führte, dass sich das Schiff um 45° neigte.
Wenige Stunden später um 12:45 Uhr, etwa 30 Stunden nach dem Ausbrechen des Feuers, sank das Schiff, zusammen mit 288 Menschen, die sich immer noch auf den unteren Decks befanden.

## Folgen
Die Rettungsteams schätzten, dass 431 Menschen bei dem Untergang ihr Leben verloren. 143 Leichen wurden gefunden und 288 Menschen gingen mit dem Schiff unter. Andere Quellen sprechen von bis zu 666 Toten. Die Palast VI und die Sengata retteten jeweils 144 und 169 Menschen. Die KM Sonne konnte nur noch 29 Leichen bergen, darunter auch Kapitän Abdul Rival. Verkehrsminister Roesmin Nurjadin sagte in seiner Erklärung an die Presse, dass die Ursache des Funken, der den Brand auslöste, auf dem Fahrzeugdeck bei einem der zweirädrigen Fahrzeug im Heck läge. Die Untersuchung, die von Anwalt Bob Rush Efendi Nasution geleitet wurde, lieferte jedoch keine weiteren Ergebnisse, da fast alle Fehler der Crew angelastet wurden.